# Йорга, Любомир
Любомир Йорга (12 апреля 1932 — 7 ноября 2014) — советский и молдавский танцор и музыкант-инструменталист, артист государственного академического ансамбля народного танца Молдавии «Жок», изобретатель музыкального инструмента - йоргофон, Заслуженный деятель искусств Республики Молдова (1992).

## Биография
В 1957 г. в Москве на конкурсе 6 Всемирного фестиваля молодежи и студентов Любомир Йорга был награждён золотой медалью за исполнение роли в шуточной хореографической картине «По дороге в Кишинёв».
В 1964 г. поступил на работу в музыкальный цех Производственного комбината Министерства Культуры Молдавской ССР, где увлекся историей создания народных музыкальных инструментов. Он делал традиционные наи, флуеры, чимпои, окарины, кроме того, оно вернул «к жизни» полузабытые дрымбы, телинки, кавалы. Он создал совершенно новый инструмент, который назвал йоргофоном. Многие из его инструментов хранятся в музеях различных городов.

## Награды и звания
- Орден Республики (22 февраля 1996 года) — за особые заслуги в развитии музыкального искусства, личный вклад в воссоздание и изготовление народных музыкальных инструментов, освоение и пропаганду подлинных национальных культурно, художественных ценностей[1].
- Заслуженный деятель искусств Республики Молдова (4 июня 1992 года) — за плодотворную деятельность в области культуры, большие достижения в изготовлении и пропаганде народных музыкальных инструментов, существенный вклад в подготовку специалистов[2].